# Ellen Kleman
Pour les articles homonymes, voir Kleman.
Ellen Emma Augusta Kleman, née le 24 juillet 1867 à Karlskrona et morte 28 septembre 1943 à Stockholm, est une écrivaine, journaliste et militante féministe suédoise.
Après un roman historique publié en 1907, Kleman abandonne la fiction et se tourne vers le journalisme, afin de militer en faveur du féminisme et du droit de vote des femmes. Elle devient rédactrice en chef du journal féministe Dagny de 1907 à 1913, puis de Hertha de 1914 à 1932. Ce journal, affilié à la Fredrika Bremer Association (en), devient le principal organe de défense des droits des femmes en Suède. À Stockholm, Kleman côtoie de nombreuses personnalités féministes, dont la journaliste Klara Johanson, qui devient sa compagne jusqu'à sa mort.
Kleman participe à des congrès internationaux, écrit de nombreux articles dans la presse et publie plusieurs travaux remarqués sur Fredrika Bremer. À partir de 1932, elle s'engage en faveur des réfugiés intellectuels victimes du nazisme et, devenue une célébrité en Suède, elle reçoit la médaille Illis quorum en 1942.

## Biographie

### Jeunesse et premiers écrits
Ellen Emma Augusta Kleman naît à Karlskrona en 1867. Elle est la fille du commandant Carl Kleman (1820-1872) et de Johanna Augusta Grahm (1825-1904). Elle a trois frères et deux sœurs, dont Anna Kleman, qui deviendra elle aussi militante féministe. Après des études dans une école pour filles de 1880 à 1885, Kleman devient employée de banque, d'abord à Karlskrona puis à Uppsala et Stockholm,. Elle s'installe avec sa sœur Anna, et rencontre à Stockholm la journaliste Klara Johanson, avec qui elle partage sa vie de 1912 à sa mort.
Elle publie un roman historique en 1907, Fabian Wendts hustru (La Femme de Fabian Wendt), sa seule œuvre de fiction. Elle y raconte l'histoire d'une femme qu'elle décrit comme « enfermée et liée, sans possibilité de développement et de connaissance de son propre être » (« stängd inne och bunden, utan möjlighet till utveckling och vetskap om sitt eget väsen »),. Peu après, elle écrit le Chant civique des femmes suédoises (Svenska kvinnors medborgarsång), mis en musique par Emil Sjögren en 1909, qui devient un hymne pour les suffragettes suédoises.

### Journalisme et féminisme
À Stockholm, Kleman fréquente des cercles féminins, où elle côtoie des célébrités et d'autres féministes (Sigrid Blomberg (en), Sigrid Leijonhufvud (en)). Étant une militante active, Kleman remplace Lotten Dahlgren (en) à la tête de l'hebdomadaire Dagny en 1907,. Kleman y publie de nombreux articles, dont des comptes rendus de conférences tenues par des femmes ou des biographies de femmes notables. Pour des raisons financières, le journal cesse d'être publié en 1913 ; il est remplacé de 1914 à 1932 par Hertha, affilié comme le précédent à la Fredrika Bremer Association (en), une association de défense des droits des femmes. Kleman en est la rédactrice en chef, et le journal devient le principal organe de défense des droits des femmes en Suède,. De 1922 à 1931, Kleman préside la branche de Stockholm de la Fredrika Bremer Association,,. Elle participe à plusieurs conférences de l'Alliance internationale des femmes, notamment à Budapest en 1913, Genève en 1920 et Rome en 1922.

### Travaux sur Fredrika Bremer
Grâce au soutien de Klara Johanson, Kleman publie une série de travaux sur Fredrika Bremer : une partie de sa correspondance, en quatre tomes annotés, ainsi qu'un ensemble d'essais écrits par différentes autrices, dont Selma Lagerlöf, Emilia Fogelklou, Lotten Dahlgren (en) et Hilma Borelius (en),. En 1925, Kleman est remarquée pour la publication d'une biographie de Bremer,,. Kleman fait partie d'un comité soutenant l'élévation d'une statue en l'honneur de Bremer, finalement réalisée par la sculptrice Sigrid Fridman et érigée en 1927.

### Engagement auprès des réfugiés intellectuels
Après avoir pris sa retraite en 1932, Kleman poursuit ses engagements, notamment en faveur des réfugiés intellectuels et contre le nazisme. Entre 1934 et 1940, elle est trésorière et secrétaire d'une organisation de soutien des réfugiés intellectuels (« Insamlingen för landsflyktiga intellektuella »), qui milite pour leur faciliter l'entrée en Suède et l'obtention de permis de travail.

### Dernières années
En 1942, âgée de 75 ans, Kleman reçoit la médaille Illis quorum,. Elle est alors une célébrité pour le public suédois. Kleman meurt en 1943 à Stockholm, alors qu'elle travaillait à un nouveau livre sur Fredrika Bremer. Celui-ci est publié en 1944, sous le titre Fredrika Bremer i brev: Ett urval (Lettres de Fredrika Bremer : une sélection), avec une préface de Johanson.

## Œuvre
- (sv) Fabian Wendts hustru [« La Femme de Fabian Wendt »], Stockholm, 1907.
- (sv) Fredrika Bremer, Uppsala, 1925.
- (en) Fredrika Bremer and America, Stockholm, 1938.
- (sv) « Kvinnotidskrifter : I : Englishwoman's Review » [« Les magazines féminins : Englishwoman's Review »], Dagny,‎ 1908, p. 489-491.
- (sv) « Den internationella kvinnorösträttskongressen i Stockholm » [« Le congrès international des droits des femmes orientales à Stockholm »], Dagny,‎ 1911, p. 293-296.
- (sv) « Nya kvinnor i romaner » [« Les femmes nouvelles dans les romans »], Hertha,‎ 1914, p. 14-18.
- (sv) « En avslutad kulturinsats : Stockholms läsesalong » [« Un effort culturel complet : le Salon de lecture de Stockholm »], Hertha,‎ 1927, p. 167-169.